# Меттью Раш
Меттью Раш (англ. Matthew Rush, рід. 12 вересня 1972, Хантінгтон, США) — американський порноактор, який отримав популярність зйомками в порно фільмах гей-тематики. Під своїм справжнім ім'ям він виступає як культурист, беручи участь у численних змаганнях. Він також брав участь в гей-іграх в Амстердамі (1998) і в Сіднеї (2002), що є аналогом Олімпійських ігор, але для геїв.

## Біографія
Метью народився і виріс в Пенсільванії, в невеликому містечку Хантінгтон, однойменного округу в штаті Пенсильванія. Він виріс у змішаній сім'ї, його батько був афроамериканець, а мати німецького походження.
Після школи він продовжив освіту в Університеті штату Пенсильванія, отримавши ступінь бакалавра в галузі фізіології спорту. Після навчання він був зайнятий в індустрії туризму, працюючи тренером по фітнесу на круїзних судах. Через деякий час він переїхав працювати в Коламбус, штат Огайо.
У 2001 році, Метью уклав довгостроковий ексклюзивний контракт з порностудією Falcon Studios. У цьому ж році він знявся в своєму першому порно фільмі «Bounce». Прийшовший до нього успіх і популярність дозволили Метью почати заробляти на своєму імені, він випустив однойменний фалоімітатор, який успішно продається і понині.
Закінчення контракту в 2009 році, дало йому велику свободу дій, дозволивши істотно розширити сферу діяльності. Продовживши кар'єру в порнобізнесі, він знявся у двох не порнографічних проектах, в телевізійному фільмі «Третя людина» разом з Чадом Алленом і «блакитній» комедії «Блакитний пиріг», де зіграв невелику роль. Також в 2007 році він дебютував в ролі режисера, знявши свій перший порно фільм.
Крім цього він брав участь у постановці низки театральних п'єс.
В даний час він живе в Форт-Лодердейл, Флорида. Він є главою власного агентства FabScout Live, що спеціалізувалося в області гей-розваг для дорослих. Він продовжує зніматися в порно, а також працювати особистим тренером з фітнесу.

## Нагороди
До теперішнього моменту Метью має 8 нагород і 7 номінацій в області порноідустрії.
- GayVN Awards 2002 — Miglior esordiente
- Grabby Awards 2002 — Miglior esordiente perAlone with … Volume 1
- Grabby Awards 2003 — Miglior scena a due perDeep South: The Big and the Easy, Part 2
- Grabby Awards 2006 — Miglior attore di supporto perThe Velvet Mafia: Part 1
- Grabby Awards 2010 — Best Versatile Performer

## Фільмографія
- Bounce(2001)
- The Other Side of Aspen 5(2001)
- Alone with… Volume 1(2001)
- Ready for More(2002)
- Deep South: The Big and the Easy, Part 1(2002)
- Deep South: The Big and the Easy, Part 2(2002)
- Defined(2002)
- Aftershock: Part 2(2002)
- Drenched Part I: Soaking It In(2003)
- Drenched Part II: Soaked to the Bone(2003)
- Good as Gold(2003)
- Taking Flight(2004)
- The Recruits(2004)
- Heaven to Hell(2005)
- Taking Flight 2(2005)
- Up All Night(2005)
- Bootstrap(2005)
- Cross Country: Part 1(2005)
- Cross Country: Part 2(2005)
- The Velvet Mafia: Part 1(2006)
- The Velvet Mafia: Part 2(2006)
- From Top to Bottom(2006)
- Riding Hard(2006)
- Dare(2007)
- Rush & Release(2007) (come regista)
- L.A. Zombie(2009)